# Georgij Plechanov

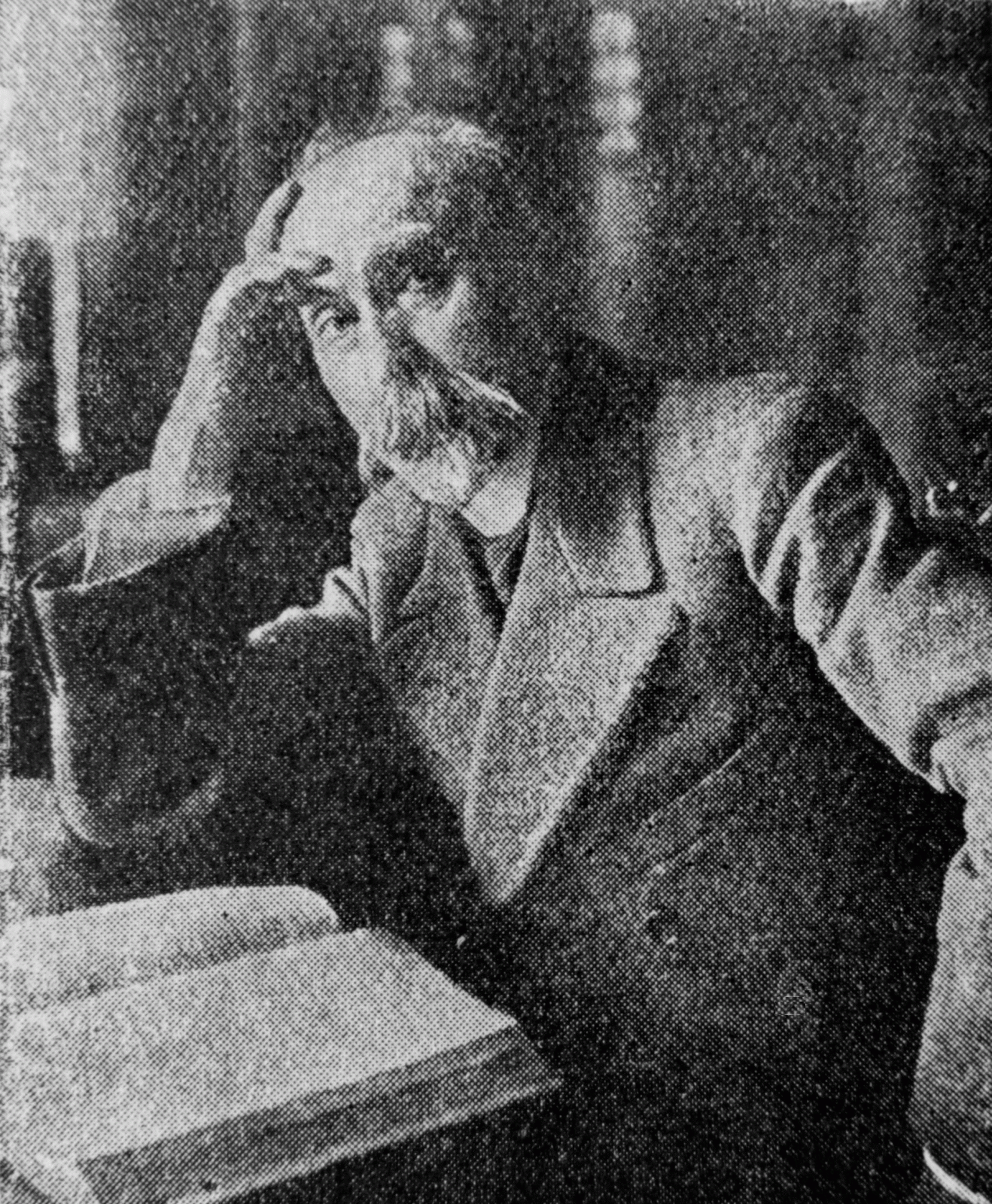
Georgij Plechanov na dobové fotografii

Georgij Valentinovič Plechanov (rusky Георгий Валентинович Плеханов, 29. listopadujul./ 11. prosince 1857greg., Tambov, Rusko – 30. května 1918, Terijoki, Finsko) byl ruský politik, marxistický filozof a menševik.

## Život
Georgij Plechanov se narodil ve šlechtické rodině vysloužilého kapitána Valentina Petroviče Plechanova. V roce 1876 vstoupil do organizace Zemlja i volja. Účastnil se demonstrace v Kazani v roce 1876, za což byl odsouzen na čtyři roky vězení. Roku 1880 roku se Plechanov odstěhoval z Ruska do Švýcarska, kde se plně věnoval studiu. V roce 1882 roce přeložil do ruštiny Marxův Manifest komunistické strany, vydal knihu o francouzských materialistech 18. století a materialistické teorii dějin a poprvé zformuloval Marxovy a Engelsovy myšlenky tak, aby byly použitelné v Rusku. Plechanov především tvrdil, že podle klasické marxistické teorie je dělnictvo v Rusku ještě slabé a jako důsledný ekonomický determinista trval na tom, že přechod k socialismu nemůže přeskočit vybudování průmyslové kapitalistické společnosti.
Roku 1883 založil v Ženevě klub "Osvobození práce", k níž postupně přistoupili i Věra Zasuličová, Peter Struve, Vladimír Uljanov (Lenin). Skupina proklamovala svůj rozchod s narodnickými názory a začala vydávat marxistickou „Knihovnu moderního socialismu”. Engels vřele přivítal založení skupiny "Osvobození práce" a pochvalně vyjadřoval o prvních marxistických pracích jejího zakladatele G. V. Plechanova. V dopise V. Zasuličové v roce 1885 psal:
Jsem hrdý na to, že mezi ruskou mládeží existuje strana, která přijímá otevřeně a bezvýhradně Marxovy velké ekonomické a historické teorie a která rozhodně skoncovala se všemi anarchistickými a jaksi slavjanofilskými tradicemi svých předchůdců. Marx sám by na to byl stejně hrdý, kdyby byl žil ještě o několik let déle. Je to pokrok, který bude mít pro revoluční vývoj Ruska velký význam.
Friedrich Engels, Dopis Zasuličové
Podle Teodora Ojzermana byl Georgij Plechanov jediným z činitelů II. internacionály, kdo, v protikladu k jejímu prezíravému postoji k filozofickým a světonázorovým otázkám, pochopil prvořadý význam propagandy a zpracování dialektického a historického materialismu. Jak poznamenal Lenin, Plechanovy práce, zvláště jeho kniha "O vývoji monistického názoru na dějiny" (rusky К вопросу о развитии монистического взгляда на историю, 1895), vychovaly celou generaci ruských marxistů.
Na druhém sjezdu RSDDS roku 1903 Plechanov řekl:
| „                                               | Если бы ради успеха революции потребовалось бы временно ограничить действие того или другого демократического принципа, то перед таким ограничением преступно было бы остановиться. | Kdyby kvůli úspěchu revoluce bylo třeba dočasně omezit fungování toho nebo onoho demokratického principu, bylo by zločinem se před takovým omezením zastavit. | “ |
| — Georgij Plechanov, Projev na II. sjezdu RSDDS | | |   |

Po tomto sjezdu se strana rozdělila na menševiky vedené Martovem, a na bolševiky, v jejichž čele stál Lenin. Ten se poté s Plechanovem, který se stal menševikem, rozešel, i když je zřejmé, že na něho měl velký vliv.
Během revoluce roku 1905 se stále nemohl Plechanov vrátit do Ruska. To mohl udělat až roku 1917, kdy se pod dojmem revolučních událostí vrátil po 37 letech z vyhnanství. Plechanov podporoval Prozatímní vládu v čele s Kerenským, takže Říjnovou revoluci ostře odmítal a Leninovy názory o zničení státu pokládal za blouznivé. Nakonec musel emigrovat do Finska, kde roku 1918 zemřel na tuberkulózu.
Na jeho počest byla po něm pojmenována Plechanovova ruská ekonomická akademie.

## Dílo v češtině
- G. V. Plechanov, O vývoji monistického názoru na dějiny. Praha: Svoboda 1951
- G. V. Plechanov, O úloze osobnosti v dějinách. Praha: Svoboda 1949